# Podismopsis jacuta
Podismopsis jacuta är en insektsart som beskrevs av Miram 1928. Podismopsis jacuta ingår i släktet Podismopsis och familjen gräshoppor. Inga underarter finns listade i Catalogue of Life.